# Beatrice Sanders
Beatrice Helen Sanders (1874 – 29 de noviembre de 1932) fue una sufragista británica. 

## Biografía
Beatrice Martin, su madre, era peluquera y trabajó como asistente en la tienda de tabaco de su padre antes de casarse con el político social progresista, William Stephen Sanders. Una activa activista del sufragio femenino, desde 1904 hasta 1914, estuvo empleada, con un salario de £ 3 por semana, como secretaria financiera de la Unión Social y Política de las Mujeres.

## Sufragista
Trabajó en estrecha colaboración con Sylvia Pankhurst y fue encarcelada por sus actividades en múltiples ocasiones. En una de ellas, fue sentenciada a catorce meses por participar en los eventos en la Cámara de los Comunes en febrero de 1907, y por un mes por arrojar piedras el Viernes Negro en noviembre de 1910. Para 1913, como secretaria financiera de la Unión Social y Política de las Mujeres, fue arrestada junto a Harriet Kerr después de una lucha con la policía que fue noticia de primera plana en The Suffragette, cuando el local en Clement's Inn fue allanado, la sentencia fue de quince días. Hizo huelga de hambre y fue liberada temporalmente bajo los términos de la Ley del Gato y el Ratón, y aunque su sentencia nunca fue anulada, no fue arrestada nuevamente.
Recibió una Medalla de huelga de hambre 'por su valor' concedida por la WSPU. 